# Kaso
Kaso is een bestuurslaag in het regentschap Ciamis van de provincie West-Java, Indonesië. Kaso telt 4316 inwoners (volkstelling 2010).